# Sedlnice
Sedlnice (in tedesco Sedlnitz) è un comune della Repubblica Ceca facente parte del distretto di Nový Jičín, nella regione della Moravia-Slesia.